# Fornham St Martin

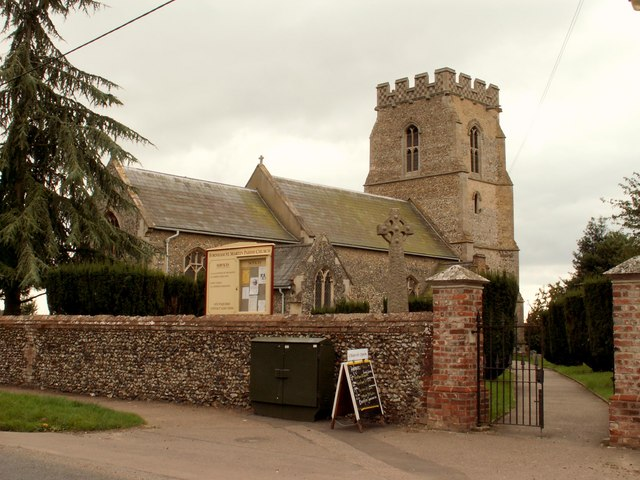
L'église paroissiale de Fornham est dédiée à saint Martin.

Fornham St Martin est un village du Suffolk, en Angleterre. Situé au nord de la ville de Bury St Edmunds, il partage son parish council avec le village voisin de Fornham St Genevieve. Au moment du recensement de 2011, il comptait 1 319 habitants.
Jusqu'à la Dissolution des monastères, il relève de l'abbaye de Bury St Edmunds. En octobre 1173, la bataille de Fornham se déroule non loin du village et voit la défaite de Robert III de Beaumont face aux forces fidèles au roi Henri II dans le cadre de la révolte du prince Henri le Jeune.